# Ministerium für Informationsindustrie (China)
Das Ministerium für Informationsindustrie (Kurzzeichen: 信息产业部) ist ein Ministerium des chinesischen Staatsrats. Das Ministerium wurde im Jahr 1998 begründet und am 15. März 2008 in das Ministerium für Industrie und Informationstechnik überführt.

## Liste der Minister
- Wu Jichuan (吴基传): März 1998 bis März 2003
- Wang Xudong (王旭东): März 2003 bis März 2008